# Nemacheilus angorae
Nemacheilus angorae es una especie de peces de la familia Balitoridae en el orden de los Cypriniformes.

## Morfología
• Los machos pueden llegar alcanzar los 8,5 cm de longitud total.

## Distribución geográfica
Se encuentra en Israel, Jordania, el Líbano, Siria, Turquía e Irán.

## Hábitat
Es un pez de agua dulce.